# Рецепторы ГАМК
Рецепторы ГАМК — группа клеточных рецепторов, эндогенным агонистом которых является γ-аминомасляная кислота (ГАМК), основной тормозной медиатор в нервной системе позвоночных. Обычно выделяют три класса рецепторов ГАМК: ионотропные ГАМКA и ГАМКC и метаботропные ГАМКB.
Рецепторы ГАМКА и ГАМКС принадлежат к суперсемейству пентамерных лиганд-зависимых ионных каналов с цистеиновой петлёй (англ. Cys-loop receptors), включающему также никотиновый ацетилхолиновый рецептор, глициновый рецептор и серотониновый рецептор 5-HT3.
Рецепторы ГАМКB относятся к классу рецепторов, сопряжённых с G-белками.
Классификация рецепторов ГАМК изначально основана на их сродстве к селективным лигандам. Рецепторы, обладающие сродством к бикукуллину, были изначально отнесены к классу А, а рецепторы, обладающие сродством к баклофену, — к классу B. Впоследствии были обнаружены рецепторы, которые не обладали сродством ни к одному из этих лигандов, они были отнесены к классу C. Селективным антагонистом рецепторов ГАМКC является TPMPA.

ГАМК
Бикукуллин
Баклофен
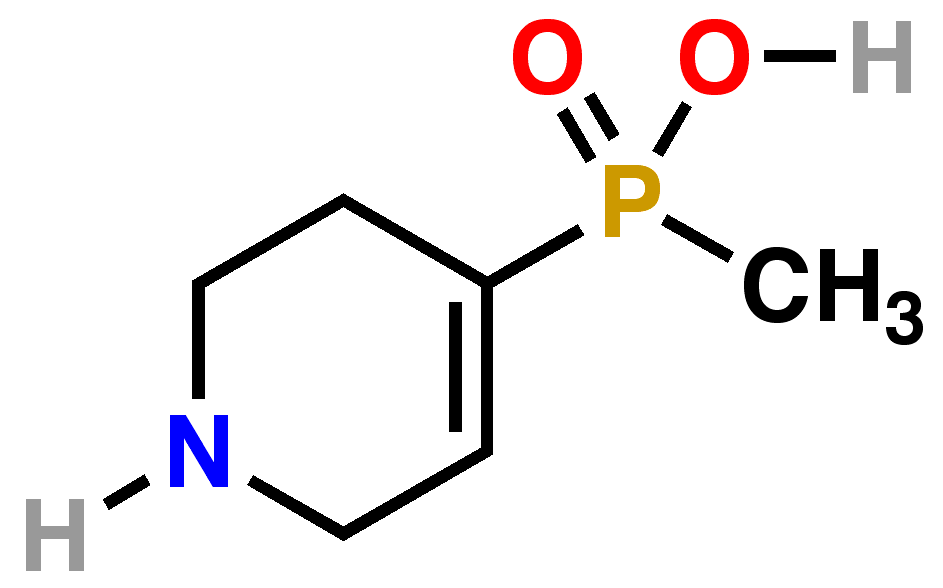
TPMPA